# Epidendrum mathewsii
Epidendrum mathewsii är en orkidéart som beskrevs av Heinrich Gustav Reichenbach. Epidendrum mathewsii ingår i släktet Epidendrum och familjen orkidéer. Inga underarter finns listade i Catalogue of Life.